# Pont Athanase-David
Le pont Athanase-David est un pont routier qui relie Laval à Bois-des-Filion, en enjambant la rivière des Mille Îles. 

## Situation et accès
Il joint ainsi les régions administratives de Laval et des Laurentides.

## Origine du nom
Le pont est nommé en l'honneur d'Athanase David (1882-1953), homme politique québécois qui fut député provincial, ministre dans les gouvernements de Lomer Gouin et Louis-Alexandre Taschereau, puis sénateur. Il fut également président des Canadiens de Montréal de 1921 à 1935.

## Historique
Construit en 1979, il a pris la place du premier pont qui avait été érigé en 1910.

## Caractéristiques
Le pont est emprunté par la route 335. Il comporte quatre voies de circulation, soit deux par direction, lesquelles sont séparées par une ligne double centrale. Il comporte également un trottoir du côté est.
On estime qu'environ 35 000 véhicules empruntent le pont chaque jour, soit environ 12,8 millions de véhicules par année.